# Spray nasal

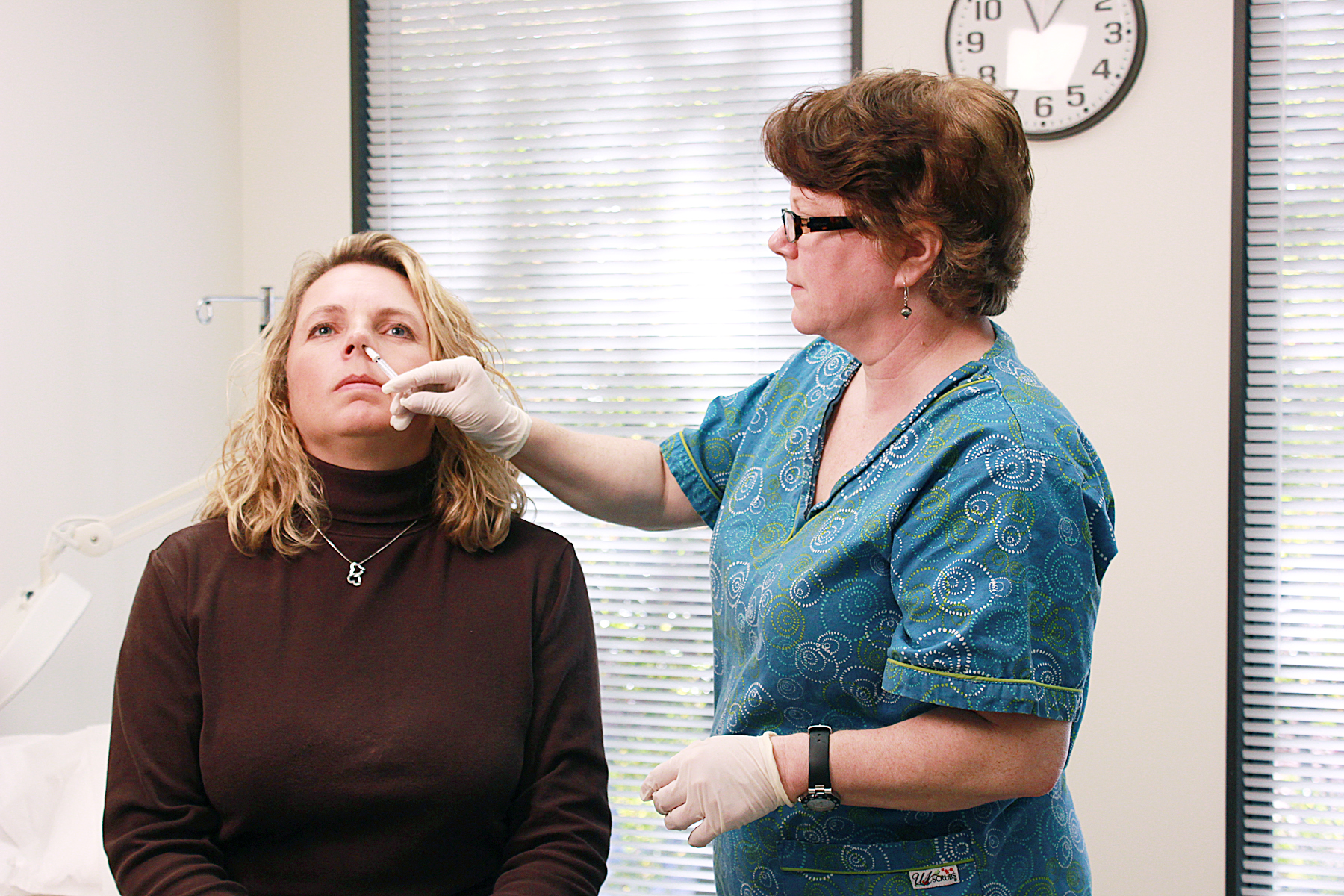
Administration par voie nasale d'un vaccin contre la grippe.

Un spray nasal, vaporisateur nasal ou pulvérisateur nasal est un appareil utilisé pour libérer dans le nez certaines substances sous forme de fines gouttelettes.
Les substances libérées peuvent être de l'eau lorsque l'on cherche seulement à hydrater le nez, ou des substances actives lorsque l'on veut faire absorber ces substances par les muqueuses du nez. Les substances actives peuvent être des médicaments ou des vaccins.